# کشان (ترکیه)
کشان (به ترکی استانبولی: Keşan) شهری است در کشور ترکیه که در استان ادرنه واقع شده‌است. جمعیت این شهر بر اساس سرشماری سال ۲۰۰۸ میلادی ۵۴٬۱۸۹ نفر و بر اساس برآوردهای سال ۲۰۰۹ میلادی ۵۴٬۰۱۲ نفر می‌باشد.